# Czarnowąsy
Czarnowąsy (dodatkowa nazwa w j. niem. Czarnowanz) – jednostka urbanistyczna w ramach Dzielnicy I Borki, Brzezie, Czarnowąsy, Świerkle w Opolu. Położona w północnej części miasta, między Borkami a Wróblinem.
Miejscowość wraz z obrębem ewidencyjnym wsi włączono do Opola 1 stycznia 2017 roku. Przed włączeniem miejscowość była wsią w gminie Dobrzeń Wielki, w powiecie opolskim, w województwie opolskim.
Czarnowąsy położone są w Pradolinie Wrocławskiej, nad rzeką Małą Panwią, w pobliżu jej ujścia do Odry, 7 km na północny wschód od centrum miasta.

## Nazwa
Nazwa Czarnowąsy została nadana przez słowiańskich Opolan. Istnieje hipoteza, wedle której nazwa pochodzi od rozbójnika, który wraz ze swoją bandą grasował w tej okolicy Opola; rozbójnika tego zwano Cornowąs.
Wykaz Die schlesischen Ortsnamen, ihre Entstehung und Bedeutung pod redakcją Heinricha Adamy’ego, wydany w 1888 roku we Wrocławiu, wymienia znaną od 1228 starą nazwę – Czarnowasy, podając jej znaczenie jako Schwarzbart (pol. czarna broda) i określa ją, jako związaną z lasem. Z kolei słownik Nazwy geograficzne Śląska pod redakcją Stanisława Rosponda i Henryka Borka bazując na dokumencie z 1435 roku określa nazwę jako rodową od przezwiska Czarnowąs. Tej etymologii przeciwstawia bazujące na pracy Walentego Roździeńskiego z 1612 tłumaczenie, iż jest to nazwa topograficzna, względnie rodowa, od Czarnowąż, która przez mazurzącą wymowę została przekształcona w Czarnowąs. Rozważane jest też topograficzne pochodzenie nazwy, od przenośnego znaczenia słowa wąs – kręty las. W roku 1613 śląski regionalista i historyk Mikołaj Henel z Prudnika wymienił miejscowość w swoim dziele o geografii Śląska pt. Silesiographia podając jej łacińską nazwę: Czarnovansium monasterium.
Ze względu na polskie pochodzenie dnia 10 sierpnia 1936 nazistowska administracja III Rzeszy w miejsce wcześniejszej, historycznej nazwy Czarnowanz wprowadziła nową, całkowicie niemiecką Klosterbrück. 12 listopada 1946 roku ustalono polską nazwę – Czarnowąsy.

## Administracja
W latach 1945–1954 i 1973–1974, wówczas miejscowość, była siedzibą gminy Czarnowąsy. W latach 1954–1972 wieś należała i była siedzibą władz gromady Czarnowąsy. W obrębie miejscowości wyróżnionych było administracyjnie sześć integralnych części: Brody (niem. Försterei Klosterbrück), Krzyże, Podlesie Lewe (niem. Am Walde links), Podlesie Prawe (niem. Am Walde rechts), Stara Droga i Zapłocie.

## Historia

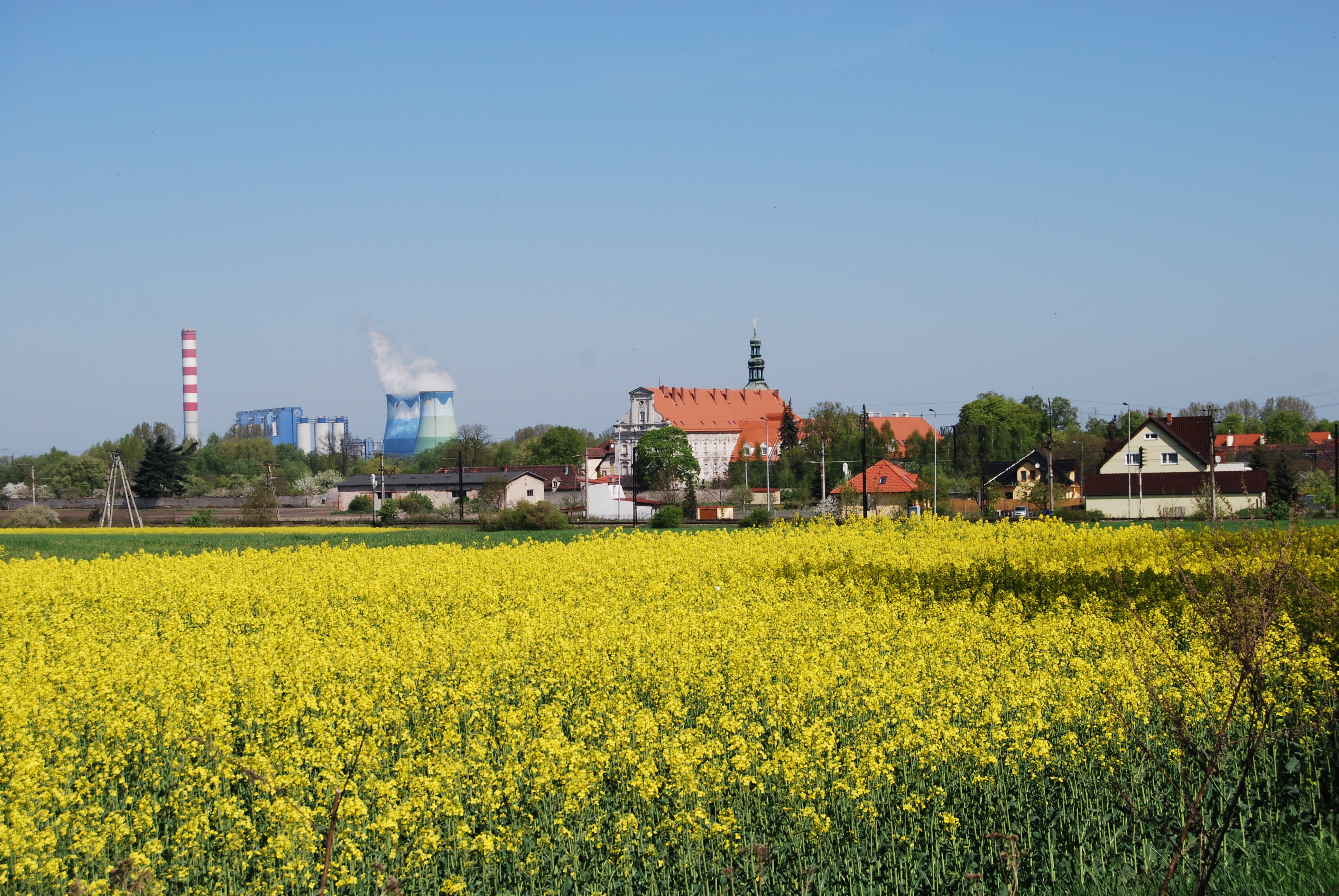
Widok klasztoru norbertanek; po lewej stronie Elektrownia Opole

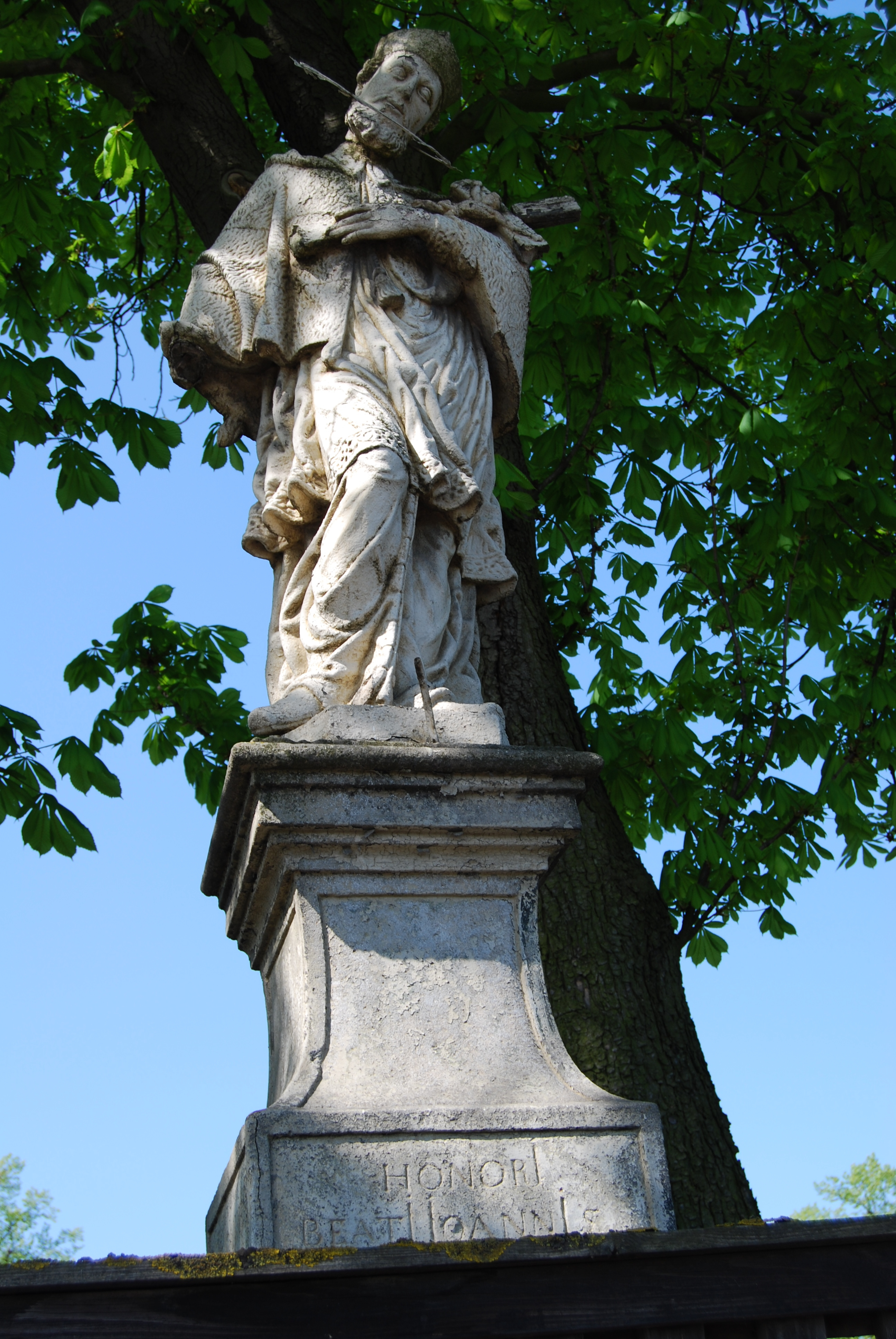
Figura Jana Nepomucena z 1772 r.

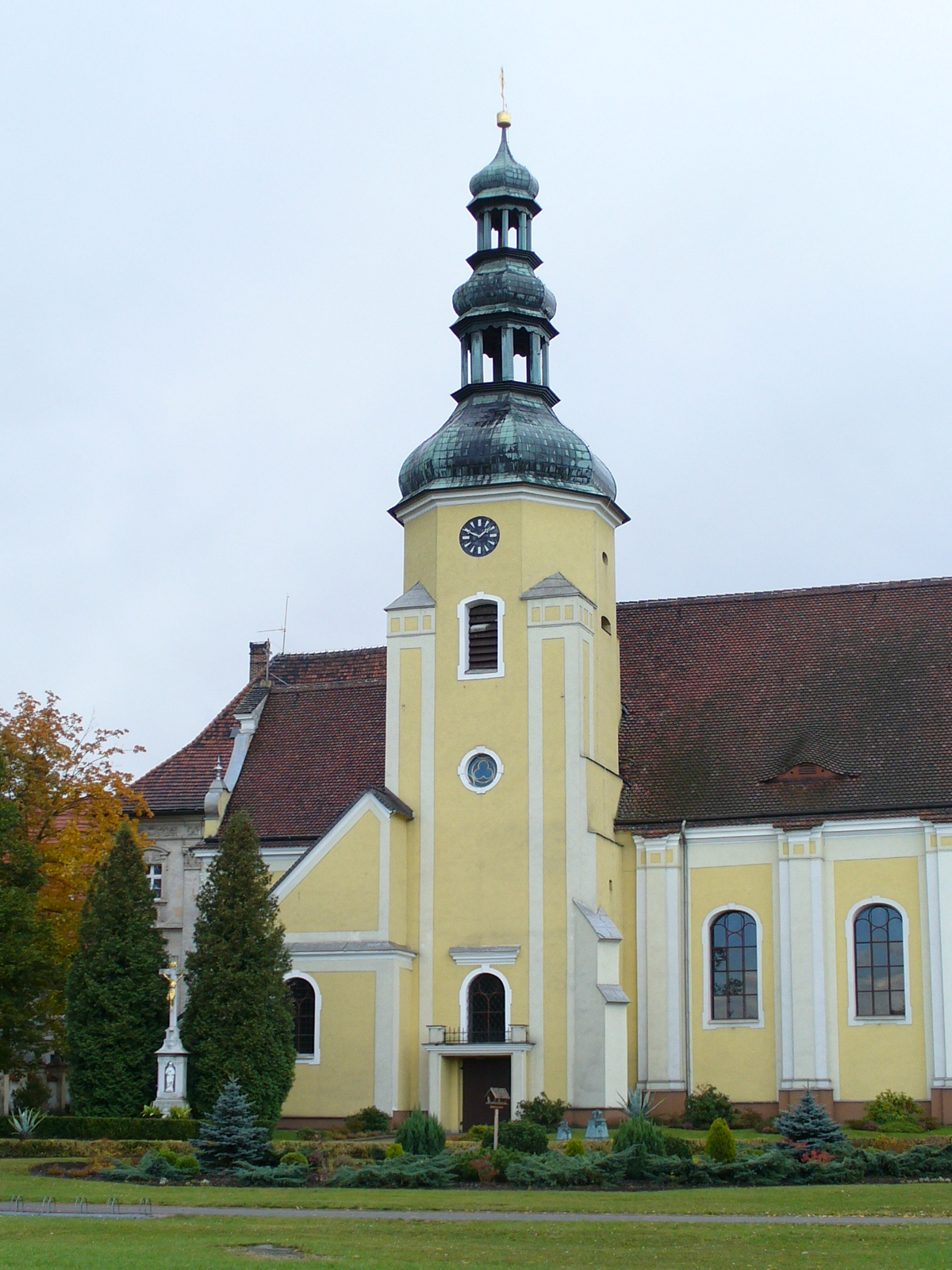
Kościół pw. św. Norberta przy klasztorze norbertanek

Pierwsze ślady osadnictwa pochodzą z okresu kilkuset lat p.n.e. Najstarszą osadą jest Opole położone na głównej przeprawie przez Odrę. Trasa z Opola, po prawej stronie Odry, miała mniejsze znaczenie niż dzisiejsza Skorogoszcz i była mniej uczęszczana z powodu niedogodności i sezonowości. Rozlewiska Odry, bagna i olbrzymie lasy powodowały, że prastara osada Czarnowąsy była osadą małą. Ludzie utrzymywali się z rybołówstwa, myślistwa i zbieractwa. Dopiero w czasach Silingów miejscowości rozwinęły się. Świadczą o tym liczne znaleziska, przede wszystkim fragmenty cmentarzy ciałopalnych i ślady produkcji ceramiki oraz żelaza odkryte w tych trzech największych miejscowościach. Większość znalezisk pochodzi z okresu I–IV w. n.e. Mało wiadomo o czasach prehistorycznych, głównie dlatego, że wyroby i budowle (poza ceramiką i niektórymi wyrobami z brązu i żelaza) były drewniane i nie zachowały się. Bogato natomiast udokumentowana jest ceramika użytkowa, cmentarna oraz ozdoby, broń i niektóre narzędzia. Silingowie odeszli na zachód w 406 roku, a plemiona słowiańskie, które przybyły na ten obszar już w VI w. n.e., zwane są w źródłach Opolinii, czyli Opolanie. Oznacza to, że gród na opolskim Ostrówku był już w tym czasie znaczącym ośrodkiem.
Najstarsze znane źródło, mówiące o Czarnowąsach, pochodzi z 1228 roku i jest to dokument, w którym książę Kazimierz I opolski potwierdza przywileje klasztoru norbertanek z Rybnika (utworzonego w 1211 r.), przeniesionego do klasztoru „Bosidom” w miejscowości Charnowz. Klasztor nie mógł powstać na dziewiczym obszarze, dlatego trzeba uznać, że miejscowości nadane klasztorowi przez księcia stanowiły bazę dla jego działalności, czyli funkcjonowały gospodarczo i zapewniały warunki do działalności klasztoru, istniały zatem już od dawna. Klasztor otrzymał przywilej zakładania nowych osad na obszarze lasu. Przywilej został potwierdzony w 1234 przez księcia śląskiego, Henryka I Brodatego. W dokumentach tych miejscowość występuje pod nazwami: Cirnivus i Carnovus. Dalsze wiadomości pochodzą z lat: 1284 – monasterie de Charnovanz, 1290 – Czarnowas i 1293 – Cernovans.
Najstarszą miejscowością gminy Dobrzeń (w granicach sprzed 2017 roku) jest prawdopodobnie Dobrzeń, ale największe znaczenie od XIII w. miały Czarnowąsy, z których znajdujący się tam klasztor promieniował na całą okolicę religijnie, gospodarczo i społecznie.
W roku 1784 w miejscowości znajdowały się m.in. folwark, 2 kościoły i szkoła. W 1830 odnotowano dodatkowo browar i gorzelnię; w szkole pracowało 2 nauczycieli. W 1845 odnotowano dodatkowo 2 młyny i tartak, natomiast w 1864 roku folwark, 2 kościoły, 2 szkoły, 154 budynki mieszkalne, 3 rzemieślnicze i 87 rolniczych.
Do 1810 roku miejscowość, wraz z przyległościami, należała do fundacji klasztoru w Czarnowąsach; w wyniku sekularyzacji przeszła w posiadanie rządu pruskiego. W 1881 wielokrotnie odwiedzał Czarnowąsy Jan Kasprowicz – wówczas uczeń gimnazjum w Opolu. Celem jego wizyt była gospoda „Pod Arendą” (niem. Gasthaus zur Arende), w której spotykał się żywioł polski. Obiekt ten z nieznanych przyczyn został jednak rozebrany. Na pamiątkę tych wydarzeń poeta nazwał w późniejszym czasie swoją willę „Harenda”.
Do głosowania podczas plebiscytu uprawnionych było w Czarnowąsach 1186 osób, z czego 1030, ok. 86,8%, stanowili mieszkańcy (w tym 1024, ok. 86,3% całości, mieszkańcy urodzeni w miejscowości). Oddano 1158 głosów (ok. 97,6% uprawnionych), w tym 1155 (ok. 99,7%) ważnych; za Niemcami głosowało 779 osób (ok. 67,3%), a za Polską 376 osób (ok. 32,5%). W obszarze dworskim rozkład głosów prezentował się następująco: uprawnionych było 70 osób, z czego 61, ok. 87,1%, stanowili mieszkańcy (w tym 58, ok. 82,9% całości, mieszkańcy urodzeni w obszarze dworskim). Oddano 62 głosy (ok. 88,6% uprawnionych), w tym 62 (100%) ważnych; za Niemcami głosowało 58 osób (ok. 93,5%), za Polską 4 osoby (ok. 6,5%).
1 stycznia 2017 miejscowość została włączona do Opola, wbrew sprzeciwowi większości mieszkańców (w czasie konsultacji 99,12% osób, przy frekwencji 60,93%, opowiedziało się przeciw włączeniu do Opola).

## Demografia
W 1723 roku w miejscowości mieszkali sołtys i 17 kmieci. W 1743 r. – 18 kmieci, 7 zagrodników, 12 wolnych, 15 chałupników, 2 młynarzy, 2 krawców, 3 szewców, 2 karczmarzy, 2 tkaczy, rzeźnik i garbarz, w 1784 r. – 18 kmieci, 19 zagrodników, 26 chałupników i wielu rzemieślników, a w 1864 r. – 17 kmieci, 20 zagrodników, 96 chałupników i 60 komorników.
| Rok                | 1784 | 1830 | 1845 | 1855 | 1861 | 1890 | 1910 | 1925 | 1933 | 1939 | 1960 | 1965 | 2006 |
| Liczba mieszkańców | 257  | 753  | 1143 | 1128 | 1237 | 1689 | 2065 | 2322 | 2676 | 3528 | 2339 | 2547 | 3108 |

(Źródła:.)

## Zabytki

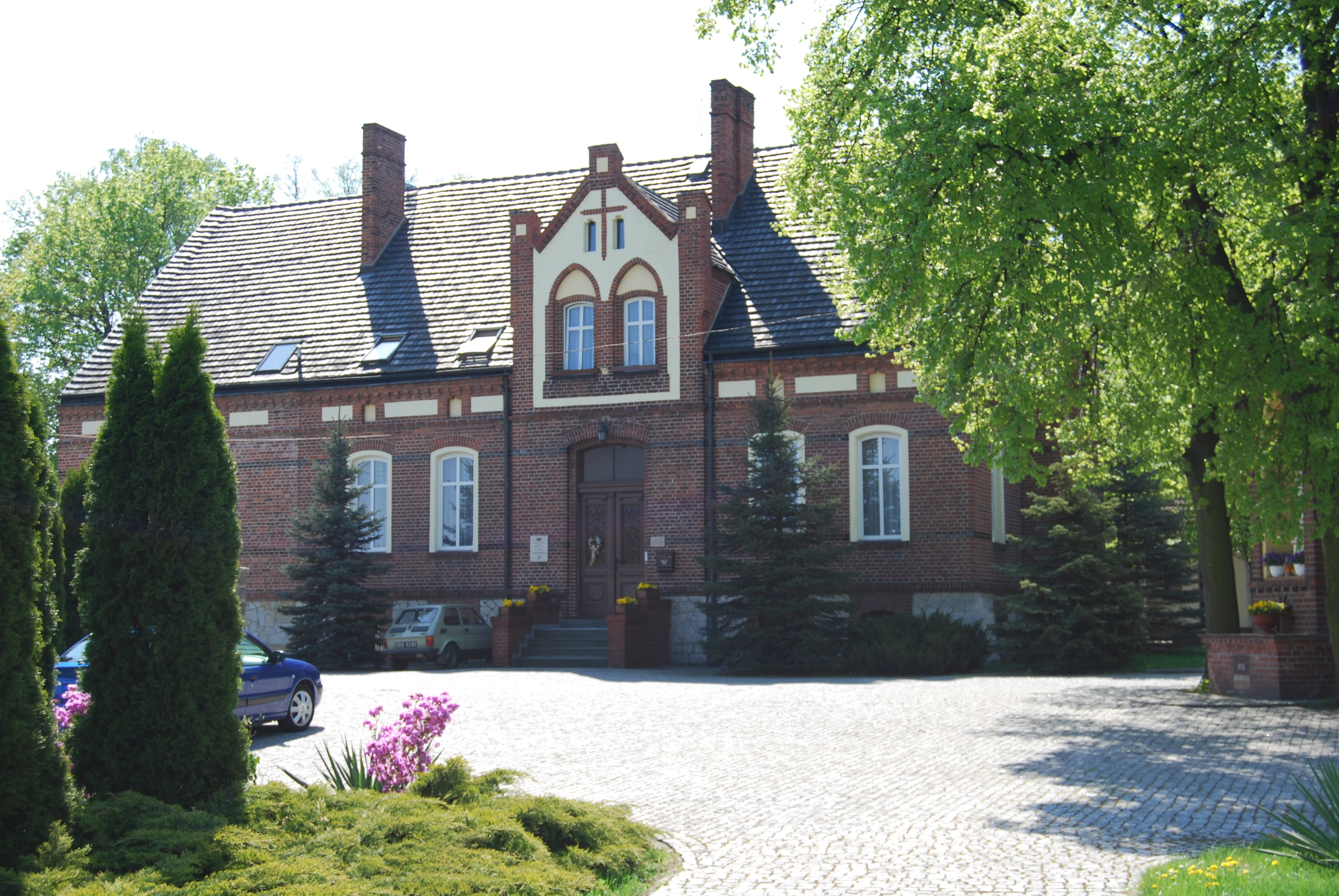
Dom parafialny

Do wojewódzkiego rejestru zabytków wpisane są:
- zespół klasztorny norbertanek, wybudowany w latach 1234–1336, zwany Domem Bożym:
  - kościół Bożego Ciała i św. Norberta, wybudowany w 1777 r. na pozostałościach XIII-wiecznego kościoła, zniszczonego w 1643 r. z barokowo-klasycystycznym wystrojem wnętrza.
  - klasztor – dom zakonny, barokowy, wybudowany w 1682 r., J. F. Fröhlich, odnowiony w 1869 r. oraz w latach 1927–1928
- cmentarz parafialny.

inne zabytki:
- tzw. prałatówka, wybudowana w latach 1727–1730, odnowiona w latach 1927–1928
- fragmenty muru z dwoma basztami, znajdujące się wokół klasztoru, z początku XVII w., XVIII w.
- kamienna figura Jana Nepomucena barokowa, z 1772 r., umiejscowiona na cmentarzu obok kościoła św. Anny.
- kościół pw. św. Anny, wybudowany w latach 1687–1688, odnowiony w 1772 r. z barokowym wystrojem wnętrza i polichromią z XVIII w. Spłonął w sierpniu 2005 roku, odbudowany w latach 2006–2007 w niemal identycznym kształcie; z zewnątrz; wyposażenie uległo niemal całkowitemu zniszczeniu.

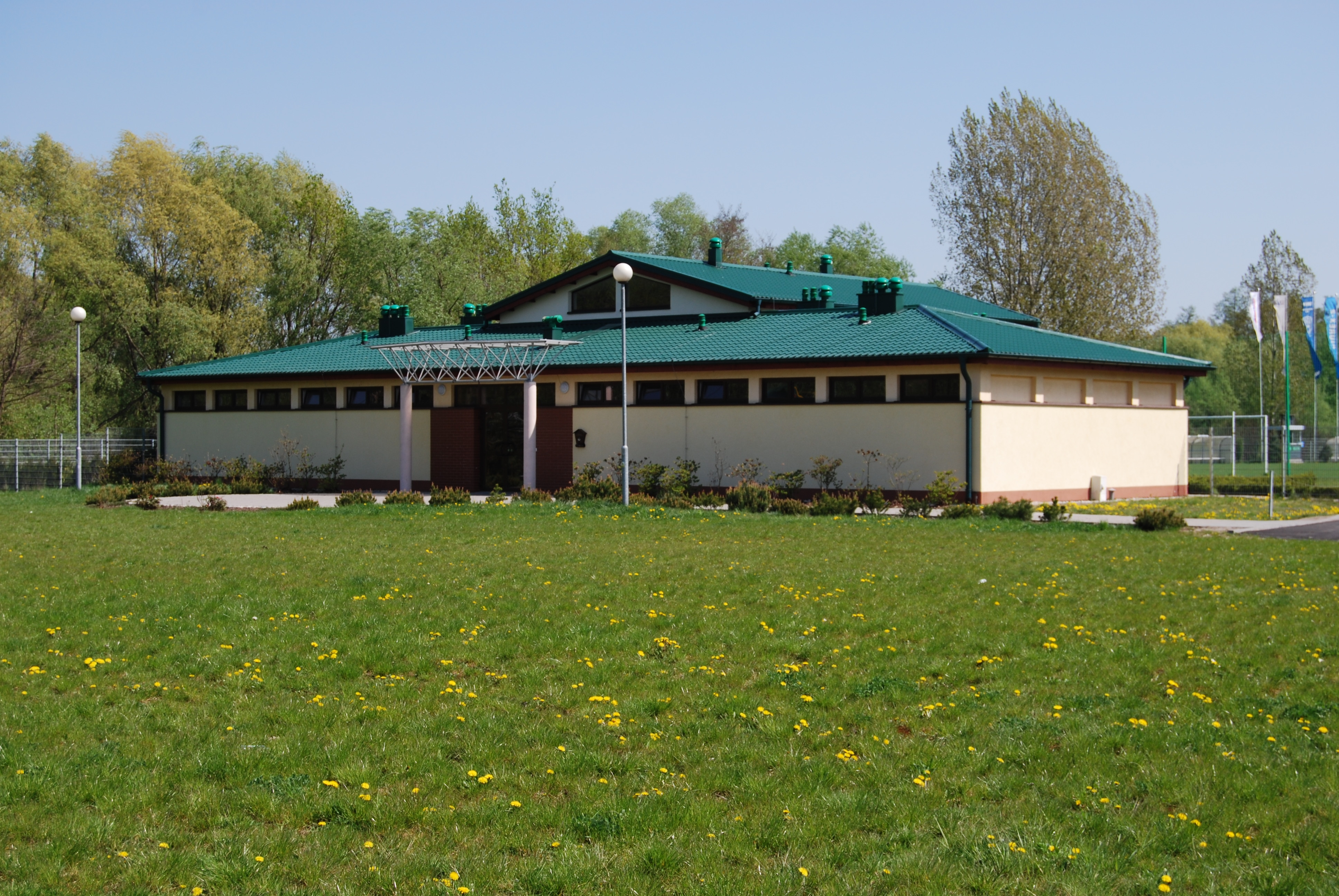
Stadion LZS-u Swornica Czarnowąsy

## Instytucje użyteczności publicznej
- Dom Pomocy Społecznej
- Publiczna Szkoła Podstawowa

## Sport
Pierwszy mecz drużyna reprezentująca Czarnowąsy rozegrała jesienią 1945 w Tułowicach. Na początku marca 1946 roku Związek Samopomocy Chłopskiej wydał uchwałę, nakazującą organizowanie sportu na wsi. 16 marca 1946 roku ww. działacze złożyli dokumenty i zostali oficjalnie zarejestrowani w delegaturze OZPN w Opolu jako pierwszy Ludowy Zespół Sportowy w Polsce. Później datę tę uznano jako oficjalną datę powstania Ludowych Zespołów Sportowych. Nazwę klub przyjął od płynącej obok ówczesnego boiska rzeki. Później powstawały kolejne sekcje sportowe, które wychowały nawet reprezentantów kraju. Największy sukces klubu to awans, na jeden sezon, do III ligi piłki nożnej.